# Gilles Perret
Pour les articles homonymes, voir Perret.
Gilles Perret, né le 16 juin 1968 à Mieussy (Haute-Savoie), est un réalisateur, scénariste et documentariste français.

## Biographie
Gilles Perret est né dans un petit village de Haute-Savoie. Il est élevé par son père, un ouvrier militant à la CGT, ayant perdu sa mère à  9 ans. Ses deux parents, malgré leurs très bons résultats, avaient été forcés de quitter l'école à 14 ans pour travailler. Sa grand-mère a tenu jusqu'à 98 ans un bistro populaire fréquenté par le vulcanologue Haroun Tazieff et l'écrivain et activiste John Berger, dont le fils deviendra un proche.
Après des études d'ingénieur en électronique à Clermont-Ferrand et un service militaire de deux ans comme objecteur de conscience dans une télévision locale, il décide de s'orienter vers le cinéma. En 1998, il signe son premier documentaire, Trois frères pour une vie..., qui suit trois frères agriculteurs de Haute-Savoie. 
Depuis, Gilles Perret consacre régulièrement ses films à son département natal. Préoccupé par les problématiques économiques et sociales, sa production devient davantage tournée vers les problématiques sociales à partir de 2003,.
Gilles Perret réalise le film Walter, retour en résistance sur la vie et les convictions de Walter Bassan, qui est à l'origine du premier rassemblement le 4 mai 2007 sur le plateau des Glières en opposition à la venue de Nicolas Sarkozy : « M. Sarkozy ne sert pas la mémoire des Glières et de la Résistance, M. Sarkozy se sert des Glières ». Perret est par ailleurs l'un des fondateurs de l'association Citoyens résistants d’hier et d’aujourd’hui, née des rassemblements citoyens au plateau des Glières de 2007 et de 2008.
La projection en 2009 à Montpellier du film Walter, retour en résistance, dans lequel apparaît Stéphane Hessel, fait prendre conscience à Sylvie Crossman, fondatrice d'Indigène éditions, du sens de la parole d'Hessel. Ce film contribue ainsi à l'origine du livre Indignez-vous !,,.
Le film Les Jours heureux, sorti en 2013, a l'ambition de faire revivre l'esprit du Programme du Conseil national de la Résistance. De la même manière, Gilles Perret rend hommage à  Ambroise Croizat, fondateur de la Sécurité sociale, dans La Sociale (2016). Il suit ensuite, pendant trois mois, caméra à l'épaule, Jean-Luc Mélenchon dans sa campagne pour l'élection présidentielle de 2017. Il en sort un long-métrage, L'Insoumis, refusé par de nombreux distributeurs et cinémas en raison de la personnalité clivante de l'homme politique,,.
En 2019, Gilles Perret coréalise avec François Ruffin un documentaire sur le mouvement des Gilets jaunes, J'veux du soleil. Pendant une semaine, ils parcourent la France pour récolter de nombreux témoignages de personnes impliquées dans cette mobilisation.
En 2020, il fait partie des membres fondateurs du Conseil national de la Nouvelle résistance, un mouvement politique « fondé par des sociologues, économistes, avocats, journalistes ou encore philosophes proches des valeurs de gauche », dont il rejoint le secrétariat,.
En 2021, il sort Debout les femmes !, documentaire qui suit le parcours des députés François Ruffin (qui coréalise à nouveau le film) et Bruno Bonnell rédigeant le rapport parlementaire sur les « métiers du lien » de 2019 à 2020 et met en évidence la précarité d’auxiliaires de vie sociale, d'accompagnants d'élèves en situation de handicap, de femmes de ménage. Lors de la  cérémonie des César 2022, il est nommé comme meilleur film documentaire.
En 2022, Reprise en main est le premier film de fiction réalisé par Gilles Perret. Il est co-écrit avec sa compagne, Marion Richoux. Cette comédie sociale met en scène le personnage de Cédric, ouvrier dans une usine de décolletage de Haute-Savoie, qui va tenter, avec ses amis d’enfance, d'entraver un énième rachat de son usine par LBO, en créant leur propre fonds d'investissement.
En 2024, La Ferme des Bertrand lui permet de reprendre le thème et des extraits de son premier film et de construire une analyse de l'occupation d'une ferme d'élevage de montagne sur plusieurs générations. De Gilles Perret, François Ruffin dit : « Gilles, c'est le plus gentil des hommes. Sa démarche me touche : révéler l'universel dans le local. »

## Filmographie
Sauf indication contraire, les informations mentionnées dans cette section peuvent être confirmées par les bases de données cinématographiques IMDb et Allociné,  présentes dans la section « Liens externes ».
- 1998 : Trois frères pour une vie...
- 2000 : Les Alpes en musique (moyen métrage documentaire)[25]
- 2001 : Les Sauveteurs des cimes[26] (diffusé dans l'émission La Case de l'oncle Doc)
- 2001 : La Route des vins, Savoie et Jura[réf. nécessaire]
- 2002 : La Route des vins, Italie du Nord[réf. nécessaire]
- 2002 : La Chauffe (court métrage documentaire)[25]
- 2003 : L’Envers des Grands (court métrage documentaire)[25]
- 2003 : T.I.R.-toi du Mont-Blanc (moyen métrage documentaire)[25]
- 2004 : L'Homme qui revient de haut (court métrage documentaire)
- 2004 : 8 clos à Évian
- 2005 : Les Saisonniers (court métrage documentaire)[25]
- 2006 : Ma mondialisation
- 2007 : Ça chauffe sur les Alpes (moyen métrage documentaire)
- 2009 : Walter, retour en résistance
- 2010 : Après l'école, l'alpage (court métrage documentaire)
- 2012 : De mémoire d'ouvriers
- 2013 : Les Jours heureux
- 2014 : Du plomb dans l'or blanc (court métrage documentaire)
- 2016 : La Sociale
- 2017 : Mélenchon, la campagne d'un insoumis (moyen métrage documentaire)[25] - première version du film suivant, diffusée à la télévision
- 2018 : L'Insoumis
- 2019 : J'veux du soleil - co-réalisé avec François Ruffin
- 2021 : Debout les femmes ! - co-réalisé avec François Ruffin
- 2022 : Reprise en main (long métrage de fiction) - co-écrit avec Marion Richoux
- 2024 : La Ferme des Bertrand
- 2024 : Au boulot !  coréalisé avec François Ruffin

## Distinctions
Sauf indication contraire, les informations mentionnées dans cette section peuvent être confirmées par les bases de données cinématographiques IMDb et Allociné,  présentes dans la section « Liens externes ».

### Récompenses
- Festival du film social de Pérouse 2019 : prix du public pour J'veux du soleil[27]
- César 2025 : meilleur film documentaire pour La Ferme des Bertrand[28]

### Nominations
- César 2022 : meilleur film documentaire pour Debout les femmes !
- César 2025 : meilleur film documentaire pour La Ferme des Bertrand[28]

### Entretien en ligne
- Tiphaine de Rocquigny avec Gilles Perret, « L'économie selon...Gilles Perret », sur France Culture : Entendez-vous l'éco ?, 20 octobre 2022 (consulté le 20 octobre 2022).